# Février 1956

## Évènements
- Exposition d’Arman à Paris.

- 1er février : 
  - début du gouvernement Guy Mollet, le plus long de la IVe République (prend fin le 21 mai 1957).
  - États-Unis : activation de la Army Ballistic Missile Agency.

- 1er au 28 février : vague de froid exceptionnelle. Les températures descendent sous les -20 °C dans une grande partie de la France. De gros dégâts se produisent dans les cultures.

- 3 février : l'Université d'Alabama est contrainte d'accepter sa première étudiante noire, Autherine Lucy, mais celle-ci ne pourra pas suivre les cours.

- 6 février : Guy Mollet se rend à Alger : il est conspué par des pieds-noirs et reçoit des jets d'objets divers : tomates mûres, œufs pourris ou mottes de terre[1].
  - Guy Mollet cède devant la manifestation des Français d'Algérie. Il n’y aura pas de gouverneur général, mais un ministre-résident en Algérie. Catroux, réputé favorable aux « Musulmans », est abandonné pour Robert Lacoste.

- 9 février : Robert Lacoste nommé ministre-résident en Algérie.

- 10 février, Canada : pendaison de Wilbert Coffin. Son exécution controversée va relancer le débat sur la peine de mort.

- 14 - 25 février : XXe congrès du Parti communiste de l'Union soviétique : début de la « déstalinisation ». « Coexistence pacifique ». Plusieurs dirigeants communistes, dont Khrouchtchev dénoncent violemment Staline accusé d’avoir remplacé la direction collégiale par le culte de la personnalité, d’arrestations et de déportations massives de milliers de personnes, de l’exécution sans procès et sans enquête d’honnêtes et d’innocents communistes, de n’avoir pas préparé de défense appropriée contre l’invasion allemande de juin 1941, causant la mort inutile de centaines de milliers de soldats. Les portraits de Staline sont retirés des lieux publics, les institutions et les localités portant son nom rebaptisées et les livres d’histoire réécrits.

- 15 février, France : incidents à l'Assemblée nationale lors de l'invalidation de députés poujadistes.

- 15 - 16 février : l'Union néerlando-indonésienne est abolie.

- 21 février : Martin Luther King et 24 autres pasteurs sont accusés d'empêcher les bus de Montgomery de fonctionner.

- 24 février : Nikita Khrouchtchev dénonce à huis clos les crimes de Joseph Staline[2].

- 28 février :
  - troisième semaine de congés payés;
  - exécution d'Émile Buisson, « ennemi public n°1 ». Né le 19 août 1902 à Paray-le-Monial, on lui reproche 20 meurtres et une centaine de hold-up au cours de sa carrière. Il avait été arrêté par l'inspecteur Roger Borniche.

- 29 février : 
  - Au Cambodge, Norodom Sihanouk se proclame Premier ministre.
  - L’OECE crée une commission chargée de mettre au point un projet de coopération entre les pays membres dans le domaine nucléaire.

## Naissances
- 10 février : Enele Sopoaga, diplomate et homme politique tuvaluan, vice-premier ministre et chef de l'opposition.
- 11 février : 
  - Didier Lockwood, violoniste de jazz français († 18 février 2018).
  - Piotr Klemensiewicz, peintre et sculpteur français d'origine polonaise. († 5 octobre 2023)
- 13 février : Chris Newton, tenniswoman australienne.
- 19 février : G. David Low, astronaute américain.
- 20 février : Miss.Tic, street-artiste française († 22 mai 2022).
- 25 février : Pascal Boniface, géopolitologue français.
- 26 février : 
  - Charlélie Couture, chanteur français.
  - Michel Houellebecq, écrivain français.
- 28 février : Guy Maddin, réalisateur et acteur canadien.

## Décès
- 1er février : Oscar Bossaert, homme politique, industriel et footballeur belge (° 5 novembre 1887).
- 2 février : Piotr Kontchalovski, peintre russe (° 21 février 1876).
- 6 février : Henri Chrétien, français, inventeur français du dispositif optique de l'Hypergonar sur lequel est basé le CinemaScope.
- 10 février : Wilbert Coffin, criminel québécois.
- 13 février : Jan Łukasiewicz, logicien polonais (° 21 décembre 1878).
- 22 février : Paul Léautaud, écrivain français.
- 23 février : Marcel Griaule, ethnologue français (° 1898)